# Brighamia
- Commons
- Wikispecies

Brighamia é um gênero botânico pertencente à família Campanulaceae.

## Espécies
- Brighamia insignis
- Brighamia rockii